# وارلیتس
وارلیتس (به آلمانی: Warlitz) یک شهر در آلمان است که در لودویگسلوست-پارشیم واقع شده‌است. وارلیتس ۴۹۱ نفر جمعیت دارد.